# Pogonocherus
Pogonocherus es un género de escarabajos longicornios.

## Especies
- Pogonocherus anatolicus K. Daniel & J. Daniel, 1898
- Pogonocherus arizonicus Schaeffer, 1908
- Pogonocherus barbarae Rapuzzi & Sama, 2012
- Pogonocherus caroli Mulsant, 1862
- Pogonocherus cedri Peyerimhoff, 1917
- Pogonocherus creticus (Kratochvíl, 1985)
- Pogonocherus decoratus Fairmaire, 1855
- Pogonocherus dimidiatus Blessig, 1873
- Pogonocherus ehdenensis Sama & Rapuzzi, 2000
- Pogonocherus eugeniae Ganglbauer, 1891
- Pogonocherus eugeniae taygetanus Pic, 1903
- Pogonocherus fasciculatus (Degeer, 1775)
- Pogonocherus fasciculatus hondoensis Ohbayashi, 1963
- Pogonocherus hispidulus (Piller & Mitterpacher, 1783)
- Pogonocherus hispidus (Linné, 1758)
- Pogonocherus inermicollis Reitter, 1894
- Pogonocherus marcoi Sama, 1993
- Pogonocherus mixtus Haldeman, 1847
- Pogonocherus neuhausi Müller, 1916
- Pogonocherus ovatoides Rapuzzi & Sama, 2014
- Pogonocherus ovatus (Goeze, 1777)
- Pogonocherus paradimidiatus Lazarev, 2021
- Pogonocherus parvulus LeConte, 1852
- Pogonocherus penicillatus LeConte, 1850
- Pogonocherus pepa Verdugo & Torres-Méndez, 2010
- Pogonocherus perroudi brevipilosus Holzschuh, 1993
- Pogonocherus perroudi Mulsant, 1839
- Pogonocherus pesarinii Sama, 1993
- Pogonocherus pictus Fall, 1910
- Pogonocherus plasoni Ganglbauer, 1884
- Pogonocherus ressli Holzschuh, 1977
- Pogonocherus schaumii Montrouzier, 1861
- Pogonocherus sieversi Ganglbauer, 1887
- Pogonocherus slamai Danilevsky, 2015
- Pogonocherus sturanii Sama & Schurmann, 1982
- Pogonocherus zubovi Danilevsky, 2015